# Sochocin (gromada)
Sochocin – dawna gromada, czyli najmniejsza jednostka podziału terytorialnego Polskiej Rzeczypospolitej Ludowej w latach 1954–1972.
Gromady, z gromadzkimi radami narodowymi (GRN) jako organami władzy najniższego stopnia na wsi, funkcjonowały od reformy reorganizującej administrację wiejską przeprowadzonej jesienią 1954 do momentu ich zniesienia z dniem 1 stycznia 1973, tym samym wypierając organizację gminną w latach 1954–1972.
Gromadę Sochocin z siedzibą GRN w Sochocinie utworzono – jako jedną z 8759 gromad na obszarze Polski – w powiecie płońskim w woj. warszawskim, na mocy uchwały nr VI/10/14/54 WRN w Warszawie z dnia 5 października 1954. W skład jednostki weszły obszary dotychczasowych gromad Baraki, Biele-Brzeźnica, Budy Gutarzewskie, Ciemniewo, Gromadzyn, Gutarzewo, Kondrajec, Sochocin, Sochocin-Kolonia i Wierzbówiec-Koliszewo ze zniesionej gminy Sochocin w tymże powiecie. Dla gromady ustalono 27 członków gromadzkiej rady narodowej.
1 stycznia 1958 do gromady Sochocin przyłączono wsie Kępa, Smardzewo, Wierzbówiec-Koliszewo, Wierzbówiec-Podsmardzewo i Wierzbówiec Nowy ze zniesionej gromady Smardzewo w tymże powiecie.
31 grudnia 1959 do gromady Sochocin przyłączono obszar zniesionej gromady Milewo w tymże powiecie (bez wsi Cieciórki, Koziminy Nowe, Koziminy Stare, Stachowo, Ćwiklinek, Słoszewo i Słoszewo Nowe).
1 stycznia 1969 do gromady Sochocin włączono obszar zniesionej gromady Kołoząb w tymże powiecie.
Gromada przetrwała do końca 1972 roku, czyli do kolejnej reformy gminnej. 1 stycznia 1973 w powiecie płońskim reaktywowano gminę Sochocin.